# Rabia al Adawiyya
RābiʻUn al-ʻAdawiyya al-Qaysiyya (árabe: رابعة العدوية القيسية) o sencillamente Rābiʿah al-Baṣrī (en árabe: رابعة العدوية القيسية‎:árabeرابعة البصري ) fue una santa musulmana y mística Sufi (717-801).

## Biografía

### Nacimiento
Se cree que nació entre los años 713 y 717 (91 a 95 después de la héjira (d. H.) en el calendario musulmán) en Basora, Irak. Gran parte de los primeros años de su vida fueron narrados por Farid ud-Din Attar, otro santo y poeta sufí, más tardío, quién utilizó fuentes más tempranas. Rabia no dejó ningún texto escrito por sí misma.
Fue la cuarta hija de una familia muy humilde; de ahí su nombre, Rabia, que significa "cuarta". A pesar de ser conocida por su período de esclavitud, no había nacido en tal condición; su familia era pobre, pero respetada en su comunidad.
Según Farid ud-Din Attar, cuándo Rabia nació, sus padres eran tan pobres que no había en la casa aceite para encender una lámpara, ni tampoco un trozo de tela para que pudieran arroparla. Su madre solicitó a su marido que fuera a pedir algo de aceite a un vecino; pero el padre había resuelto en su vida nunca pedir nada a nadie, excepto a Dios. Para no discutir, partió sin embargo; simuló ir hasta la puerta del vecino y luego volvió con las manos vacías, sin haber pedido nada.
En la noche Mahoma se le apareció en un sueño y le dijo, "Tu hija recién nacida es una favorita del Señor, y dirigirá muchos musulmanes hacia el recto camino. Deberías acercarte al Emir de Basora y presentarte ante él con una carta en la cual tendría que ser escrito este mensaje: 'Tú ofreces oración (Durood) al Profeta Santo cien veces cada noche y cuatrocientas veces cada noche de jueves. Sin embargo, como fallaste en observar esta regla este último jueves, a manera de reparación tienes que darle al portador de la presente cuatrocientos dinares'".
El padre de Rabia se levantó y fue directamente en busca del Emir, mientras lágrimas de alegría rodaban por sus mejillas. 
El Emir recibió encantado el mensaje, porque por su intermedio supo que había sido visto por los ojos de Mahoma; hizo distribuir 1000 dinares entre los pobres, y gozosamente pagó los 400 dinares al padre de Rabia. Además, le solicitó que acudiera en cuanto necesitara cosa alguna; puesto que él se sentiría beneficiado por una visita de un alma tan querida por el Señor.

### Vida
Luego de la muerte de sus padres durante una hambruna que asoló Basora, Rabia, muy joven, y sus hermanas se separaron para buscarse subsistencia. La leyenda cuenta que mientras viajaba en una caravana, cayó en manos de unos ladrones. El jefe de éstos tomó cautiva a Rabia, y la vendió en el mercado como esclava. 
El nuevo amo de Rabia la empleaba en duros trabajos. Ella, después de terminar con sus labores en la casa, pasaba la noche entera en oración; también observaba ayunos muchos días.
Una vez el dueño de la casa se levantó en medio de la noche, y fue atraído por la voz de Rabia rogando a su Señor. Ella le imploraba en estos términos:
"¡Señor! Sabes bien que mi deseo entusiasta es cumplir Tu voluntad, y servirte con todo mi corazón, ¡oh, luz de mis ojos!. Si fuera libre, pasaría el entero día y la noche en oración. Pero ¿qué puedo hacer yo, ahora que me has hecho esclava de un ser humano?"
Inmediatamente el amo sintió que era sacrílego mantener tal valí como esclava; decidió por el contrario ponerse él mismo al servicio de ella. 
Por la mañana la llamó y le expuso su decisión;  él podría servirla y ella podría morar allí como dueña de la casa; pero si ella insistía en querer dejar la casa, él estaba dispuesto a liberarla de su esclavitud. Ella le dijo que quería dejar la casa para hacer su adoración en soledad; esto le fue concedido, y partió.
Rabia marchó al desierto para orar y llegar a ser una asceta. Volvió a la ciudad para vivir en una casita y fue su maestro espiritual Ḥasan al-Baṣrī, un conocido santo sufí al que se consideraba elevado al nivel de las siete almas sagradas. Ella no poseía mucho más que una jarra rota, una estera y un ladrillo que utilizaba como almohada. Pasaba toda la noche en oración y contemplación. Cuando su fama creció, empezó a tener muchos discípulos. También tuvo discusiones con muchas de las personalidades religiosas renombradas de su época.
Aunque tuvo muchas ofertas de matrimonio, incluso -cuenta la tradición- una del Emir de Basora, las rechazó para no tener en su vida otro tiempo que el dedicado a Dios.

Así oraba Rabia:
¡Oh Dios! 
Si Te adorase por miedo al Infierno, quémame en el Infierno;

Si Te adorara esperando el Paraíso, exclúyeme del Paraíso.

Pero si Te adorara por Ti Mismo,
no me niegues Tu eterna Belleza

### Muerte
Rabia había pasado de los ochenta años cuando murió, habiendo seguido la senda mística hasta el final. Sentía que estaba continuamente en presencia de su Amado (Alá); Tal como dijo a los que la rodeaban: "Mi Amado está siempre conmigo".
Murió en Jerusalén en 180 d.H (año 801 del calendario occidental), y se cree que fue sepultada en la Capilla de la Ascensión.

## Filosofía
Rabia fue una de las que primero siguieron la doctrina del amor Divino conocido como Ishq-e-Haqeeqi y es ampliamente reconocida como la más importante de los poetas sufíes tempranos.
Mucha de la poesía que le ha sido atribuida es de origen desconocido. 
Después de una vida de penurias y ascetismo, espontáneamente consiguió un estado de realización. Cuándo el Jeque Hasan al-Basri le preguntó cómo descubrió ese secreto, ella le respondió declarando:
" Tú sabes del cómo, pero yo sé del sin-cómo."

## Anécdotas
- Un día, fue vista corriendo a través de las calles de Basora llevando una vasija con fuego en una mano y un cubo de agua en el otro. Cuándo le preguntaron qué estaba haciendo, dijo: "quiero que los fuegos del Infierno dejen de quemar, y quiero incendiar las promesas de Paraíso. Ambas bloquean el camino hacia Alá. No quiero la adoración por miedo al castigo, ni por la promesa de recompensa, sino sencillamente la que se hace por amor a Alá."
- En su Vida de San Luis, Jean de Joinville cuenta esta historia de una mujer, pero no se le da a ésta ningún nombre ni afiliación religiosa; además, el informe aparece como contemporáneo, a pesar de que Joinville vivió cinco siglos después de Rabia.[7]

- Cuándo Rabia no iba a escuchar los sermones de Hasan Basri, él no brindaba enseñanzas ese día. Las personas de la audiencia le preguntaron el por qué; él respondió: "El jarabe que está contenido en vasijas para ser llevadas por elefantes no puede ser cargado en las vasijas hechas para las hormigas."

## En la cultura popular
La vida de Rabia ha sido tema de varias películas del cine turco. Una de éstas, titulada "Rabia" y producida en 1973, estuvo dirigida por Osman F. Seden, siendo Fatma Girik quien encarnó el papel principal de Rabia.
Otro film turco sobre la vida de la santa fue "Rabia, İlk Kadın Evliya" (Rabia, la primera mujer que fue santa), también de 1973, que fue dirigido por Süreyya Duru y protagonizado por Hülya Koçyiğlo.